# Referendum na Litwie w 2012 roku
Referendum na Litwie w 2012 roku – referendum przeprowadzone 14 października. Przedmiotem głosowania była budowa nowej elektrowni jądrowej po zamknięciu Ignalińskiej Elektrowni Jądrowej. Tego samego dnia zorganizowano również wybory parlamentarne

## Wyniki referendum
Przeciwko budowie nowej elektrowni atomowej głosowało 62,65%, a 34,07% poparło projekt.
Referendum było ważne, ponieważ frekwencja wyniosła więcej niż wymagane 50%.